# Желудачни балон
Желудачни балон, интрагастрични балон (ИГБ) или стомачни балон, је медицински уређај на надувавање који се привремено поставља у лумен ажелуца  како би се постигло смањење телесне тежине код гојазних особа. Примењује се у баријатријској хирургији у оним случајевима када се губитак телесне тежине не може оствари дијетом и физичким вежбањем, кад постоје контраиндикације за друге баријатријске операције, или се хируршко лечење гојазности не саветује.

## Историја
Прва особа која је користила желудачни балон за лечење гојазности био је А. Хенинг 1979. године. Он и његова жена користили су овој балон у сопственом експерименту.
Употреба уређаја за пуњење желуца којим би се изазивао губитак телесне тежине није нова. Де Бејки  је 1938. године показао да су безоари довели до губитка телесне тежине.
Слободно плутајуће желудачне балоне користили  су Нибен и Харбое 1982. године.  Док је Перцивал  представио „балон дијету“ 1984. године када је поставио надуване млечне имплантате као желудчане балоне.
Године 1985. елипсасти  желудачни балон (енг. Elipse Mide Balonu) је представљен као први уређај који је одобрила америчка ФДА. Међутим одобрење за њихову употребу повучено је седам година касније због компликација. Анализа проблема уочених код елипсастих  желудачних балона довела је до израде препорука за њихов сигурнији дизајне. Иако је одређени број додатно развијених уређаја овог типа увелико коришћен ван САД, углавном у Европи и Јужној Америци, америчка ФДА није одобрила ниједан нови уређај ове врсте све до 2015. године.

## Опште информације
Процедуре баријатријске хирургије развијене у циљу смањења телесне тежине, иако веома ефикасна, носе и значајне ризике. Минимално инвазивне технике, укључујући ендоскопски убачене желудачне балоне, постале су сигурнија алтернатива за губитак тежине од баријатријске хирургије. Следила су нова открића у овој области и отркриће новог гастричниог балон који се може прогутати представља данас иновативну опцију за губитак телесне тежине која не захтева ендоскопију или анестезију, па је самим тим овај урежај ефикасан алат за мршављење који може помоћи пацијентима са прекомерном тежином да изгубе тежину.
Постављање желудачног балона је поступак којим губитак телесне тежине остварује стављањем силиконског балона напуњеног физиолошким раствором у желудац. Он пацијенту помаже да изгуби вишак телесне тежину тако што ограничава количину унете хране и чините да се код њега брже јавља осећај ситости.
Процедура интрагастричним балоном може бити опција ако је пацијент незадовољан својом телесном тежином, а дијета и вежба му нису помогли у њеном смањењу.
Као и друге процедуре за губитак тежине, интрагастрични балон захтева посвећеност здравијем начину живота, односно примену трајних и здравих промене у исхрани и редовно вежбања како би се осигурао дугорочни успех процедуре.
Ову интервенцију може да има само она особа која није имали никакву претходну операцију желуца или једњака

### Врсте
Тренутно постоје неколико врсте балона која је одобрила ФДА у САД. 
Прва врста одобрених уређаја поставља се у желудац кроз једњак помоћу ендоскопа. Ово се може урадити у амбулантним условима под седативима. 
Друга врста је елипасити балон (Allurion Elipse gastric balloon) који има и европско ЦЕ одобрење, и не захтева ендоскопију за постављање или уклањање из желуца
Трећа врста ReShape Dual Balloon је двоструки балон уређај. Двоструки балон систем би требало да обезбеди већи безбедности: када један балон процури или пукне, плава боја у урину ће упозорити пацијента да постоји проблем са балоном.
Четврта врста је Obalon balloon system који може да се састојати од једног, два или три балон уређаја. Овај или ови балони се гутају ради позиционирања у желуцу, али захтевају ендоскопију за уклањање.

## Клинички значај
Гојазност се сада сматра пуноправном болешћу и достигла је размере епидемија, које изгледа да расту. Еволуција баријатријске хирургије и технолошке иновације које су револуционисале ову област нуде потенцијални лек за ове пацијенте. Међутим како су метод баријатријске хирургије, као и све хируршке методе скопчане се вечим ризиком, откриче желудачног балон омогућило је интервенцију која је доказала да даје повољне резултате за праве пацијенте.
Није сваки гојазни пацијент добар кандидат за ову методу, а низ фактора треба узети у обзир пре него што се гојазна особа одлучи за  губитка телесне тежине овом методом.
Иако постоји ризик од компликација, огромна већина ових пацијената се веома добро осећа и често побеђује болест и њене пратеће знаке и симптоме. Међутим пре интервенција сви кандидати за ову методу требало би да буду едуковани о овој теми и обавештени од стране лекара да и компликација као опција постоје.

## Индикације
Индикације за ову методу заснивају се на индексу телесне масе (енгл. body mass index, - BMI) као и на присуству коморбидитета.
Пацијенти са BMI од 40 kg/m²  или већим, код којих не постоје истовремено са здравственим проблемима, и за које баријатријска хирургија представља превелики ризик, могу дабуду кандидати за ову интервенцију.
Пацијенти са  BMI већим или једнаким 35 kg/m² и једним или више озбиљних коморбидитета повезаних са гојазношћу, укључујући дијабетес типа 2, хипертензију, хиперлипидемију, опструктивну апнеју за спавање (ОСА), неалкохолну масну болест јетре (НАФЛД), гастроезовагеалну рефлуксну болест, астму, болест венске стазе, тешка уринарна инконтиненција, исцрпљујући артритис или значајно нарушен квалитет живота, такођемогу бити кандидати за ову интервенцију.
Пацијенти са BMI од 30 до 34,9 kg/m², са шећерном болести или метаболичким синдромом, такође могу бити подвргнути губитка тежине овом методом, иако нема довољно података да би ова интервенција показала дугорочну корист код таквих пацијената.

## Контраиндикације
Иако не постоје апсолутне контраиндикације за ову методу, релативне контраиндикације постоје. То укључује тешку срчану инсуфицијенцију, нестабилну коронарну болест, болест плућа у завршној фази, активно лечење рака, порталну хипертензију, зависност од лекова/алкохола и оштећене интелектуалне способности.

## Употреба
Желудачни балони су алтернатива баријатријској хирургији (или операцији губитка тежине), која се генерално не нуди пацијентима са индексом телесне масе мањим од 35. Желудачни балони су тако дизајнирани да могу да их користе и пацијенте којима је потребна подршка за губитак телесне тежине, али који не желе да прихвате хируршку интервенцију.
Желудачни балони  помажу у индуковању губитка тежине повећањем ситости, одлагањем пражњења желуца и смањењем количине хране која се поједе при сваком оброку. Желудачни балони балони заузимају простор у желуцу што ограничава количину хране која се може складиштити у желуцу. Ово ствара рани осећај ситости и ситост. Смањени унос хране онда доводи до губитка тежине.

### Ендоскопски интрагастрични балон
Већина балона захтева ендоскопију за уклањање или постављање. Обично се постављају на период до шест месеци, мада се неки уређаји постављају и на дванаест месеци. Уређај се затим уклања, поново уз помоћу ендоскопије. Дуже постављање се не саветује због опасности од оштећења  ткива ћелуца и деградације балона. Употреба балона допуњена је саветовањем и нутритивном подршком или саветима.
Ендоскопско постављање балона је привремено и реверзибилно без хируршких резова. Гастрични балон за мршављење разликује се од  Sengstaken–Blakemore балона који се користи за заустављање крварења из слузокоже једњака и желуца.

### Неендоскопски интрагастрични балони
Примена желудачног балона је донедавно било ограничена само на ендоскопско постављање или уклањање.
Желудачни балони без процедура или неендоскопски балон нуди обећавајућу алтернативу историјским ендоскопским балонима, јер су мање инвазивна алтернатива оперативном губитку телесне тежине.
Године 2015., елипсасти гастрични балон први је желудачни балон дизајниран да може да се гута и да безбедно пролази кроз дигестивни систем тако што се сам празни када дође време. 
Цео процес гутања и убацивања овог балона траје само 15-20 минута од почетка до краја. Након постављања балона, апликација се пажљиво прати ради плана здраве исхране.
Недавна мета анализа 6 студија показала је да је елипсасти гастрични балон сигуран уређај који нуди ефикасан губитак телесне тежине. Укупан збирни губитак тежине на крају третмана (4—6 месеци) био је 12,8%, а након 12 месеци 10,9%.

### Подесиви интрагастрични балони
Подесиви желудачни балони, за разлику од неподесив их, могу повећати или смањити своју запремину. Док су неподесиви желудачни балони успешно коришћени за губитак тежине у последњих 30 година, функција прилагођавања је развијена да би се решила следећа питања:
- варијабилност одговора и смањена ефикасност након 3 месеца.[15]

- нетолеранција која захтева рано вађење балона.[16][17]

Ублажавање нетолеранције прилагођавањем надоле и обнављање губитка тежине након подешавања балона навише, одговорни су за веће стопе успеха у поређењу са балонима који нису подесиви.
Spatz3 подесиви желудачнии балон први је балон те врсте одобрен за једногодишњу имплантацију (ван САД), са функцијом подешавања која омогућава промене запремине балона према потреби.

## Пуњење и одржавање балона
Једном постављен балон се пуни физиолошким раствором и остаје као слободно плутајући објекат у шупљини желуца, јер је превелик да би прошао кроз пилорус. 
Поред физиолошког раствора, балон који је направљен од силикона може садржати радио-непропусни материјал као радиографски маркер и боју као што је метилен плаво да упозори пацијента ако балон процури. 
Истраживања су показала да је течност боља од ваздуха за пуњење желудачних балона.
Надувани балони смањују оперативни запремински капацитет желуца. Док је типична запремина желуца око 900 ml, надувани балон може заузети већину простора, око 700 (+/-100) ml.

## Ризици
Бол и мучнина погађају око једну трећине људи убрзо након уметања желудачног балона. Међутим, ови симптоми обично трају само неколико дана након постављања балона, и могу се  лечити оралним лековима код куће.
Иако ретко, могу се јавити и озбиљни нежељени ефекти након постављањажелудачног балона, као што су: мучнина, повраћање и бол у стомаку било када након интервенције.
Потенцијални ризик укључује издувавање балона. Ако се балон испразни, постоји ризик да се креће кроз пробавни систем. Ово може изазвати блокаду (опструкцију) која може захтевати додатну процедуру или операцију за уклањање уређаја.
Остали могући ризици укључују пренадувавање, акутни панкреатитис, чиреве или рупу (перфорацију) у зиду желуца, што може захтевати операцију како би се ово стање санирало.